# Skrzydlik
Skrzydlik (łac. pterygium, z gr. pterygion = "skrzydło") – zmiana chorobowa oka polegająca na zgrubieniu spojówki gałkowej w obrębie szpary powiekowej, w kształcie trójkąta zwróconego wierzchołkiem do rogówki.

## Etiologia
Nie ma w pełni udokumentowanego wytłumaczenia przyczyn powstawania skrzydlika. Najczęściej pojawia się on u osób, które wiele czasu spędzają na otwartej przestrzeni, a szczególnie w słonecznym klimacie. Długotrwała ekspozycja na światło słoneczne, w szczególności na promieniowanie ultrafioletowe oraz przewlekłe drażnienie oczu przez suche, zapylone środowisko wydają się grać ważną rolę jako przyczyna powstawania skrzydlika.

## Leczenie

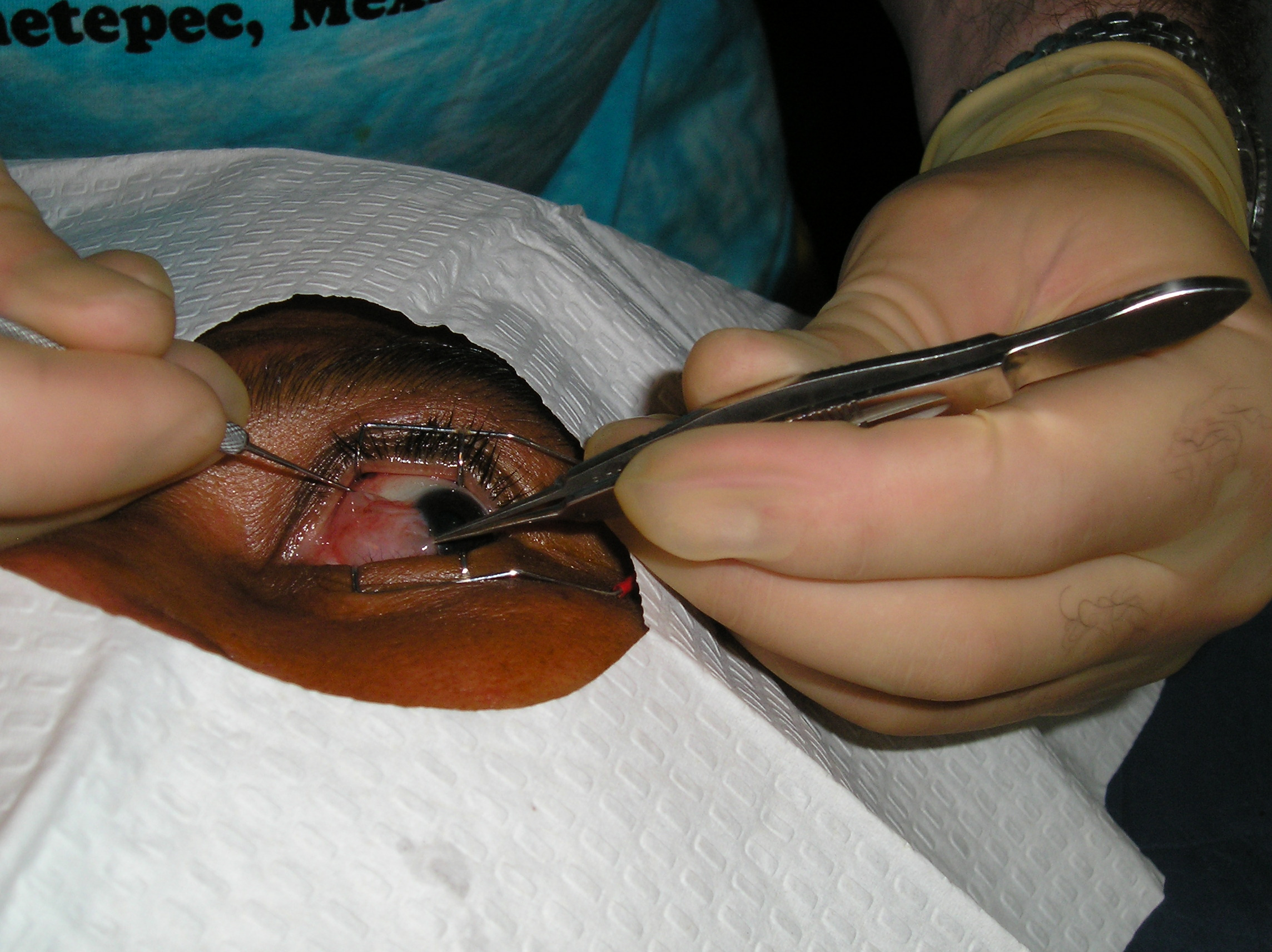
Leczenie operacyjne skrzydlika

W przypadku zaczerwienienia i podrażnienia skrzydlika stosuje się miejscowe leczenie kroplami lub maściami do oczu, w celu zlikwidowania stanu zapalnego. Jeżeli skrzydlik jest bardzo duży, tak, że upośledza widzenie lub oko wygląda brzydko, wtedy może być usunięty chirurgicznie. 
Pomimo prawidłowo przeprowadzonego zabiegu usunięcia skrzydlika, może on nawrócić w tym samym miejscu. Czasami naświetlanie, przymrażanie lub miejscowe leczenie po zabiegu, mogą zapobiec ponownemu wzrostowi skrzydlika.
Ochrona przed nadmiarem promieniowania ultrafioletowego za pomocą właściwych szkieł przeciwsłonecznych oraz unikanie suchego, zapylonego środowiska mogą także zapobiec nawrotom lub powstawaniu skrzydlika.